# Ребровка (Омская область)
Ребро́вка — село в Омском районе Омской области России. Входит в Магистральное сельское поселение.

## География
Находится в 2 км к юго-западу от городской черты Омска, в 14 км от центра города.

## История
Село основано в 1906 году. Это связано с переселением крестьян в ходе аграрной реформы Столыпина. Среди первых жителей братья Мартын и Христофор Шарф, семьи Леммер, Штоль, Коли.
Во время Великой Отечественной войны трудоспособных мужчин и многих женщин призывали в трудовую армию и отправляли на работы в северную тайгу и на шахты Урала. Кроме трудового фронта, ребровцы боролись и на передовой.
В 50-е годы было подведено электричество, что стало настоящим праздником для сельчан. Несмотря на трудности, село развивалось, его население росло.
Ребровка расширяется, продолжается строительство новых домов. Вокруг старого села появляются новые коттеджные посёлки, в том числе и Ребровка-2. К коттеджному посёлку Ребровка-2 построена самотечная канализация, подведено электричество, центральный водопровод, планируется газификация. В коттеджном посёлке Ребровка-2 уже 43 дома построено, 48 домов строится, в 18 домах уже живут семьи.

## Население
Динамика численности населения по годам:
| 1920 | 1926 | 1970 | 1979 | 1989 |
| ---- | ---- | ---- | ---- | ---- |
| 173  | 218  | 308  | 254  | 226  |

| 2006 | 2010 |
| ---- | ---- |
| 459  | ↗466 |

В 1989 году немцы составляли 56 % населения села.